# Gran Canaria Maratón
La Gran Canaria Maratón es una prueba de maratón que se disputa en la ciudad de Las Palmas de Gran Canaria anualmente en el mes de enero.

## Historia
Se inició en el año 2010, pero previamente se habían celebrado ocho ediciones de media maratón, distancia que también se sigue disputando conjuntamente. Ese mismo fin de semana se celebra una prueba de 10.000 metros y una carrera infantil. Es organizada por el Cabildo de Gran Canaria y recorre toda la ciudad por sus zonas comerciales, de ocio (incluyendo dos playas) e históricas, en un circuito de media maratón que los maratonianos recorren dos veces.

## Palmarés (maratón)
| Edición | Año  | Masculino              | Tiempo  | Femenino                 | Tiempo  |
| ------- | ---- | ---------------------- | ------- | ------------------------ | ------- |
| I       | 2010 | James Kutto Kipkogei   | 2:17:40 | Tula Torre               | 2:40:31 |
| II      | 2011 | Abraha Mul Amare       | 2:21:23 | Eleni Gebremedhi         | 2:40:30 |
| III     | 2012 | Daniel Kalib Wilkinson | 2:28:18 | Aroa Merino              | 3:00:43 |
| IV      | 2013 | Doroteo Martínez       | 2:35:32 | Aroa Merino              | 2:59:51 |
| V       | 2014 | Eoin Flynn             | 2:29:15 | Philippa Taylor          | 2:54:31 |
| VI      | 2015 | Pharis Kimani          | 2:14:39 | Shasho Insermu           | 2:34:56 |
| VII     | 2016 | Julius Korir           | 2:14:47 | Elina Junnila            | 2:57:48 |
| VIII    | 2017 | Mathew Kipsaat         | 2:13:19 | Aroa Merino              | 2:46:21 |
| IX      | 2018 | Moses Mbugua           | 2:13:26 | Betty Chepleting         | 2:36:52 |
| X       | 2019 | Julius Kiprono Tarus   | 2:12:05 | Shelmith Nyavira Muriuki | 2:32:56 |